# Kenneth M Towe
Kenneth McCarn Towe (31 de Janeiro de 1935, Jacksonville, Florida). Geólogo e paleontólogo norte-americano, recebeu seu PhD em 1961 pela Universidade de Illinois em Urbana-Champaign. Notabilizou-se publicamente pelos trabalhos que evidenciaram o caráter fraudulento do mapa da Vinlândia, atribuído aos viquingues. 
Como pesquisador do Departamento de Paleobiologia do Museu Nacional de História Natural administrado pela Instituição Smithsoniana, em Washington, D. C., dedicou-se à mineralogia das argilas e oxidos de ferro coloidais, ao estudo da biomineralização dos invertebrados. Suas pesquisas sobre a história ambiental e evolutiva da vida primitiva na Terra levaram-no a divergir dos modelos mais aceitos de evolução atmosférica, defendendo a idéia de que o oxigênio livre atmosférico precedeu o aparecimento dos organismos fotossintéticos.  